# Arkadiusz Kaczyński
Arkadiusz Kaczyński – polski dyrygent, specjalista w zakresie sztuk muzycznych, prowadzenia zespołów wokalnych i wokalno-instrumentalnych, prof. dr hab. sztuk muzycznych, profesor  Wydziału Edukacji Muzycznej Uniwersytetu Kazimierza Wielkiego w Bydgoszczy.

## Życiorys
Urodził się 19 sierpnia 1969 roku w Kętrzynie. Obronił pracę doktorską 11 września 2001 r. w Akademii Muzycznej w Poznaniu. Tam również, 2 lipca 2010 habilitował się na podstawie pracy zatytułowanej Ave Maria w polskiej muzyce chóralnej dawnej i współczesnej. 1 października 2011 Mianowany na stanowisko profesora nadzwyczajnego w Katedrze Dyrygentury na Wydziale Edukacji Muzycznej Uniwersytetu Kazimierza Wielkiego w Bydgoszczy.

## Publikacje
- 2004: Tryptyk w Bazylice[1]
- 2008: Współczesna muzyka chóralna w Polsce[1]
- 2010: Ave Maria w polskiej muzyce chóralnej dawnej i współczesnej - analiza wyników badań[1]
- 2011: Requiem Johna Ruttera. Znana forma - wyjątkowa treść[1]